# Derek Shulman
Pour les articles homonymes, voir Shulman.
Derek Shulman (né Derek Victor Shulman le 11 février 1947 à Glasgow, Écosse) est un chanteur britannique, musicien multi-instrumentiste qui est devenu producteur de disques. De 1970 à 1980, il fut le chanteur du groupe rock progressif Gentle Giant.

## Biographie

### Carrière
Shulman commence sa carrière en tant que chanteur du groupe pop britannique Simon Dupree and the Big Sound, avec ses frères Phil (chant, saxophone, trompette) et Ray Shulman (guitare, violon, trompette, chant), Pete O'Flaherty (basse), Eric Hine (piano, orgue) et Tony Ransley (batterie). En contrat avec Parlophone Records, le groupe connait des difficultés lors de la fin des années 1960, malgré plusieurs succès commerciaux (dont la chanson Kites) et se dissout en 1970.
Les trois frères montent alors Gentle Giant avec le guitariste Gary Green, le claviériste Kerry Minnear et le batteur Martin Smith (plus tard remplacé par Malcolm Mortimore, lui-même cédant sa place à John Weathers). Puis Phil quitte Gentle Giant, se trouvant trop vieux pour faire partie d'un groupe rock, il retourna en enseignement. Gentle Giant enregistra douze albums en dix ans dont un double live et se dissout en 1980 après Civilian.

### Producteur
Derek Shulman devint par la suite producteur de musique. Il débute en tant qu'A&R chez PolyGram Records où il devient vice-président. Il fait, entre autres, signer Bon Jovi, Dan Reed Network, Cinderella et Kingdom Come. En 1988, il prend la tête d'Atco Records, où il fait signer Dream Theater, Pantera, et fait « renaître » AC/DC et Bad Company. Il devient ensuite président de Roadrunner Records et contribue à la signature de Slipknot et Nickelback. En mars 2010, il crée avec Leonardo Pavkovic, imprésario, une nouvelle entreprise appelée 2PLUS Music & Entertainment.

## Singles
- 1966 : I See The Light/It Is Finished (Parlophone	R 5542 UK)
- 1967 : Day Time, Night Time/I've Seen It All Before (Parlophone R 5594)
- 1967 : Reservations/You Need A Man (Parlophone R 5574)
- 1967 : Kites/Like The Sun Like The Fire (Parlophone R 5646)
- 1968 : For Whom the Bells Toll/Sleep (Parlophone R 5670)
- 1968 : Part Of My Past/This Story Never Ends (Parlophone R 5697)
- 1968 : Thinking About My Life/Velvet and Lace (Parlophone R 5727)
- 1968 : We Are the Moles Part One/We Are the Moles Part Two

## Album
- 1967 : Without Reservations (Parlophone PMC 7029 or PCS 7029)

## Compilations
- 1982 : Amen (Compilation See for Miles/Charly CM 109)
- 2004 : Part Of My Past (Compilation)

## Albums studio
- 1970 : Gentle Giant
- 1971 : Acquiring the Taste
- 1972 : Three Friends
- 1972 : Octopus
- 1973 : In a Glass House
- 1974 : The Power and the Glory
- 1975 : Free Hand
- 1976 : Interview
- 1977 : The Missing Piece
- 1978 : Giant for a Day
- 1980 : Civilian

## Albums live
- 1977 : Playing The Fool - Double album
- 1998 : Live On The King Biscuit Flower Hour
- 2009 : Live In Stockholm '75